# Sample per second
sps è l'acronimo di "Sample per Second". 
Nella teoria dei segnali rappresenta l'unità di misura della frequenza di campionamento. Nella conversione dei segnali analogico/digitali, un segnale analogico tempo continuo viene convertito in una serie di campioni tempo-discreti di periodicità 'Ts', ogni campione prende il nome di sample, il numero di campioni per unità di tempo (secondo) prende il nome di frequenza di campionamento.
Tipicamente sono utilizzati multipli del sps, in particolare: 
ksps ({\displaystyle 10^{3}*sps}) e Msps ({\displaystyle 10^{6}*sps}).